# Рівчаки
Рівчаки́ — колишнє село, входило до складу Попівської сільської ради, Конотопський район, Сумська область.

## Історичні відомості
На початку 1930-х років на хуторі Рівчаки організовано колгосп ім. Ворошилова.
Станом на 1982 рік у селі проживало 100 людей.
2007 року село зняте з обліку.

## Географічне положення
Село лежало на відстані 2 км від Попівки.